# Songs before Sunrise
Songs before Sunrise – tomik wierszy wiktoriańskiego poety i dramaturga Algernona Charlesa Swinburne’a, opublikowany w 1871. Głównym tematem zbiorku jest wolność. Ważnym impulsem do jego napisania było spotkanie Swinburne’a z włoskim bojownikiem Giuseppem Mazzinim, do którego doszło w 1867. Poeta napisał również Odę do Mazziniego (Ode to Mazzini), opublikowaną pośmiertnie.